# Psephomeres
Psephomeres é um gênero de traça pertencente à família Agonoxenidae.